# Eusko Abendaren Ereserkia
Eusko Abendaren Ereserkia (Inno della Patria basca) è l'inno ufficiale della comunità autonoma dei Paesi Baschi (Spagna).

## Storia
Tradizionalmente, Eusko Abendaren Ereserkia consiste solo della musica, una popolare melodia basca, di autore ignoto.
Per la verità, nel 1905 il musicista basco Cleto de Zabala aveva adattato alla musica le parole del Gora ta gora di Sabino Arana, padre del nazionalismo basco e fondatore del Partito Nazionalista Basco: la melodia fu così cantata per la prima volta in pubblico il 29 aprile di quell'anno, quando de Zabala la presentò come "Himno de la Patria Vasca-Eusko Abendaren Ereserkia".
La canzone ebbe, ben presto, una grande diffusione presso i Baschi, ma fu anche scelta, quale proprio inno ufficiale, dal Partito Nazionalista: per questo motivo, quando nel 1936, durante la Seconda repubblica spagnola, il primo governo basco (composto da Partito Nazionalista Basco, EAJ/PNV, Partito Nazionalista Basca) decise di approvare l'inno della regione autonoma basca, adottò la sola melodia, al fine di evitare qualunque connotazione politica.
Terminata la dittatura franchista e restaurata, nel 1979, la democrazia in Spagna, il Parlamento della nuova Comunità autonoma dei Paesi Baschi decise di adottare un proprio inno ufficiale: il copioso dibattito che ne seguì divideva quanti desideravano il ritorno del vecchio inno già adottato nel 1936 (e proibito durante il franchismo) e quanti, invece, optavano per un'altra popolarissima canzone basca, Gernikako Arbola, a causa del collegamento tra Eusko Abendaren Ereserkia e il Partito Nazionalista Basco. Alla fine, comunque, la scelta cadde sul primo, che fu riadottato, sempre senza alcun testo, con la legge n. 8 del 14 aprile 1983.
Insieme all'ikurrina (la bandiera basca), Eusko Abendaren Ereserkia costituisce uno dei due simboli istituzionali della comunità autonoma dei Paesi Baschi.

## Testo delGora ta gora
A partire dall'adattamento, da parte di Cleto de Zabala, delle parole del Gora ta gora di Arana nel 1905, presso i Baschi è molto diffusa la relativa versione cantata di Eusko Abendaren Ereserkia, la quale resta, comunque, non ufficiale.
| Testo non ufficiale di Sabino Arana | Trascrizione AFI | Traduzione in spagnolo | Adozione non ufficiale in inglese | Traduzione in italiano |
| Gora ta Gora Euskadi aintza ta aintza bere goiko Jaun Onari. Areitz bat Bizkaian da Zar, sendo, zindo bera ta bere lagia lakua Areitz gainean dogu gurutza deuna beti geure goi buru Abestu gora Euskadi aintza ta aintza bere goiko Jaun Onari | [goɾa ta goɾa eu̯s̺kaði] [ai̯nts̻a ta ai̯nts̻a] [beɾe goi̯ko jau̯n onaɾi] [aɾei̯ts̻ bat bis̻kai̯.an] [s̻aɾ s̺endo s̻indo] [beɾa ta beɾe lagi.a laku.a] [aɾei̯ts̻ gaɲe.an doɣu] [guɾuts̻a deu̯na] [beti geu̯ɾe goi̯ buɾu] [aβes̺tu goɾa eu̯s̺kaði] [ai̯nts̻a ta ai̯nts̻a] [beɾe goi̯ko jau̯n onaɾi] | Arriba y arriba Euskadi gloria y gloria a nuestro Buen Señor. Hay un roble en Vizcaya, Viejo, fuerte y sano, Como el mismo y su ley. Sobre el roble tenemos, la sagrada cruz, en lo más alto siempre Cantemos arriba Euskadi Gloria y Gloria A nuestro Buen Señor. | O Basque Country, above Thou goest, Full of glory Thou art. With Thee, with our Lord Honour’d. An oak tree in Biscay resteth, Firm and fresh it standeth, Just like Thy law it echoeth. We find on the tree Thy cross holy Which always above us sitteth. Sing, O Basque Country, Thou art full of glory. With Thee, with our Lord Honour’d. | In alto e in alto Paesi Baschi, gloria e gloria al suo buon Dio. C'è una quercia in Biscaglia, vecchia, forte, sana, è come la sua legge. Sull'albero troviamo la Santa Croce sempre nostra insegna. Canta "In alto Paesi Baschi", gloria e gloria al suo buon Dio. |